# Ластра-а-Синья
Ластра-а-Синья (итал. Lastra a Signa) — коммуна в Италии, располагается в регионе Тоскана, в провинции Флоренция.
Великому певцу Энрико Карузо с 1906 года принадлежала здешняя вилла Беллосгвардо (конец XVI века, архитектор Дозио). В 2012 году на вилле Карузо (переименованной в честь своего самого знаменитого владельца) открылся первый в мире музей Карузо, где можно увидеть его личные вещи и семейные реликвии.
Покровителем коммуны почитается святитель Мартин Турский, празднование 11 ноября.

## Демография
Динамика населения:

## Администрация коммуны
- Официальный сайт: http://www.comune.lastra-a-signa.fi.it/